# Hoje É o Primeiro Dia do Resto da Sua Vida
| Оценки критиков | Оценки критиков |
| Источник        | Оценка          |
| --------------- | --------------- |
| Allmusic        | [ 1 ]           |

Hoje É o Primeiro Dia do Resto da Sua Vida (c португальского на английский переводится как «Today is the first day of the rest of your life» ) — второй сольный альбом бразильской певицы Риты Ли. Первоначально планировалось выпустить как альбом Os Mutantes, из-за конфликтов с лейблом группы он был выпущен как сольный альбом Риты Ли. Альбом знаменует собой последний раз, когда Ли работала с братьями Баптиста перед её уходом из Mutantes. Фактически, альбом был продуктом свойственного творческого процесса Os Mutantes. Звукозаписывающая компания Polydor отказалась издать два альбома Mutantes в течение одного года (первым был Mutantes e Seus Cometas no País do Baurets). Группа решила отдать исключительно вокальную роль мисс Ли и издать альбом под её именем.
Известно, что оригинальные тиражи альбома из-за своего дефицита продавались по цене более 1000 долларов.

## Список композиций
| №  | Название                                     | Автор(ы)                                            | Длительность |
| -- | -------------------------------------------- | --------------------------------------------------- | ------------ |
| 1. | «Vamos Tratar da Saúde»                      | Арнальдо Баптиста, Рита Ли, Лиминья                 | 3:05         |
| 2. | «Beija-Me Amor»                              | Арнальдо Баптиста, Эльсио Декарио                   | 3:56         |
| 3. | «Hoje É o Primeiro Dia do Resto da Sua Vida» | Арнальдо Баптиста, Серхио Диас                      | 4:12         |
| 4. | «Teimosia»                                   | Арнальдо Баптиста, Рита Ли, Лиминья                 | 2:03         |
| 5. | «Frique Comigo»                              | Арнальдо Баптиста, Рита Ли, Серхио Диас, Диньо Леме | 3:24         |

| №   | Название                    | Автор(ы)                                         | Длительность |
| --- | --------------------------- | ------------------------------------------------ | ------------ |
| 6.  | «Amor Preto e Branco»       | Арнальдо Баптиста, Рита Ли                       | 2:11         |
| 7.  | «Tiroleite»                 | Арнальдо Баптиста, Рита Ли, Серхио Диас, Лиминья | 3:49         |
| 8.  | «Tapupukitipa»              | Арнальдо Баптиста, Рита Ли                       | 5:10         |
| 9.  | «De Novo Aqui Meu Bom José» | Арнальдо Баптиста, Рита Ли, Серхио Диас, Лиминья | 3:13         |
| 10. | «Superfície do Planeta»     | Арнальдо Баптиста                                | 4:17         |

## Участники записи
Os Mutantes
- Арнальдо Баптиста[англ.]: Vox Continental, Minimoog, фортепиано, клавинет[англ.] Hohner, вокал
- Рита Ли: вокал
- Серхио Диас[англ.]: гитары, вокал
- Лиминья[англ.]: бас-гитара, бэк-вокал
- Диньо Леме: барабаны

Специальные гости:
- Люсия Тернбулл[англ.] — вокал
- Клаудио Сезар Диас Баптиста — голос в «Hoje É o Primeiro Dia do Resto da Sua Vida» и «Superfície do Planeta»